# Monte Limidario
Monte Limidario är ett berg i Schweiz.   Det ligger i distriktet Locarno och kantonen Ticino, i den södra delen av landet, 130 km sydost om huvudstaden Bern. Toppen på Monte Limidario är 2 188 meter över havet, eller 1 220 meter över den omgivande terrängen. Bredden vid basen är 11,5 km.
Terrängen runt Monte Limidario är huvudsakligen bergig. Närmaste större samhälle är Losone, 9,9 km nordost om Monte Limidario. 
I omgivningarna runt Monte Limidario växer i huvudsak blandskog. Runt Monte Limidario är det ganska tätbefolkat, med 90 invånare per kvadratkilometer.